# Agyagfalva
Agyagfalva (románul Lutița) (németül Lehmdorf) falu Romániában Hargita megyében.

## Fekvése
Agyagfalva Erdélyben, Hargita megyében található. A nagy múltú székely falu Székelyudvarhelytől 12 km-re délnyugatra, a Nagy-Küküllő felső lefolyásának bal partján, a Bögözi-medence területén, a Fancsika-patak völgyének északi kijáratánál fekszik. A térség fontos települése, sok gyár, magánvállalkozás található a faluban.

## Története
Agyagfalva területe valószínűleg már az ősidők óta lakott hely, erre utalnak a két árok között talált bronzkori település nyomai. A hagyomány szerint a falu egykor a nagyrét közepén, a mostani Fancsikahíd táján feküdt, egy részét Fancsikafalvának nevezték.Valószínűsíthető, hogy külső zaklatások, és árvizek miatt költözött el mostani helyére. Ennek a költözésnek az időpontja ugyancsak ismeretlen, de az biztos, hogy ha volt is ilyenfajta megmozdulás az a XIII. század előtt volt, ugyanis a templomot a XIII. században építették mostani helyére. Ez annak a bizonyítéka, hogy már Agyagfalva ebben a korban a mostani területi elhelyezkedésével rendelkezett.
A falu nevének eredete is több vitát szült az idők folyamán, több feltételezés látott napvilágot. Ezek közül kettőt megtalálhatunk több történelmi forrásban, például a Vasárnapi Újság 1867-ben írott Agyagfalva és az agyagfalvi tér címmel publikált cikkében és Orbán Balázs Székelyföld leírása című művében. Ezek közül a legracionálisabb az, hogy az agyagos talajáról kapta a nevét. Ezt a feltételezést, azonban erősen megkérdőjelezi az a tény, hogy Agyagfalva határában a talaj a legszegényebb agyagban, egész Székelyudvarhely környékén. Ezeken kívül a faluban még napjainkban is terjed az a szájhagyomány, hogy lakott itt egy Agfa nevezetű lófő, aki a falut irányította és sok tatár vagy esetleg török támadással szemben sikeresen megvédte a falut és az ő tiszteletére nevezték el Agfafalvának, majd ebből kialakult az mostani Agyagfalva. A falu közel fekszik Szászföldhöz (Erked) ez bizonyítéka látható az építészeti stílusban.
Ősi székely falu, a falutól a Nagy-Küküllő felé északra elterülő rét a székelység ősi gyülekezőhelye. Az első ilyen fontos eseményre 1506-ban került sor az agyagfalvi téren. Az 1506-os székely nemzetgyűlés az 1505-ös udvarhelyi nemzetgyűlés folytatása volt. Fő célja a pártütés és a pártütők elleni fellépés szabályozása volt. Az akkori szóhasználatban a pártütés szó alatt értettek minden királyi hatalom elleni, szervezkedést, fellépést, s főleg lázadást, tömeges felkelést, mintegy azonosítva a pártütést a király iránti hűtlenség fogalmával.
A közgyűlés jegyzőkönyvéből  kiderül, hogy a hét főszék elöljárói és lófőinek képviseletén kívül, még jelen volt számtalan ember kik a mi Székely Országunknak javáért meghalni készek volnának. Tehát az 1506 decemberében lezajlott Agyagfalvi Székely Közgyűlés határozata a legfontosabbak közé tartozik a székely önkormányzat történetében. Itt még megpróbáltak megkapaszkodni az utolsó szalmaszálban, ami a függetlenségüket illetve ősi kiváltságaikat megőrzését jelentette.
Ugyancsak ide a Fancsika-patak partjára hívta össze több mint 300 évvel később Berzenczy László kormánybiztos az 1848-as székely nemzetgyűlést, amelyet kezdetben gróf Mikó Imre elnökletével a Gubernium ellenzett, majd végül bekapcsolódott a szervezésbe.A székely nagygyűlésre 1848. október 16-17-ére mintegy 60000 székely gyűlt össze az öt székely székből: Udvarhelyszékből, Csík- és Háromszékből összegyűltek jelentették a többséget, Marosszékből kevesen, míg Aranyosszékből csak a küldöttség tudott részt venni a fennálló polgárháborús állapotok miatt. Agyagfalván nagyon fontos dolgokról kellett dönteni, amelyeknek a kimenetelét nagyban befolyásolta Berzenczy valamint Mikó kompromisszumos megoldása. Az új programot már engedélyezte a Gubernium is és a Kolozsvári Híradó október 8.-ai száma közölte. . A program 4 alapvető kérdésre kereste a választ, eszerint:
- a székely nemzetnek az uralkodó felség és dinasztia iránti hűség nyilvánítása;
- sérelmei orvoslásának a királyi főkormány útján kérelmezése;
- a magyar kormány által elrendelt honvédelem elintézése;
- a székely nemzet más testvér népek iránti barátságos indulatának kiáltványilag kifejezése;

Ennek fényében indult az Agyagfalvi Székely Nagygyűlés, amelynek az első napja rendben is zajlott, a székelység felesküdött a magyar felelős minisztériumra és a magyar alkotmányra. Második és harmadik nap azonban a tévriasztásoktól felindult tömeg már maga emelkedett a katonai tábor megalakításán  tanácskozó vezérkar fölé „Mejnünk mind és azonnal” címszó alatt katonai tábort alapítottak. Mint tudjuk ez a felkészületlen és teljes mértékben elsietett lépés okozta a  székelység vesztét az 1848-as szabadságharcban.
Ugyanakkor ha az Agyagfalvi Székely Nagygyűlés nem is tudott megfelelni teljes mértékben az elvárásoknak, de egy nagyon fontos döntést hozott. Meghatározta a székelység helyét a magyar polgári nemzetben, valamint fokozta a  székelység cselekvőkészségét.
A településnek 1910-ben 946, 1992-ben 797, 2011-ben 734 magyar lakosa volt.

## Látnivalók
- Református temploma a falu közepén álló kőkerítéssel övezett gótikus templom 13. századi eredetű, azonban a templomának pontos építési időpontját nem ismerjük. Tornya 1628-ban épült, később többször megmagasították, benne régi kovácsoltvas óraszerkezet van.
- Az 1848-as agyagfalvi székely nemzetgyűlés monumentális emlékművét 1975-től kezdődően Kulcsár Béla, Hunyadi László és Kiss Levente szobrászművész készítették, 1982-re készült el, hivatalos felavatására csak 1990. október 14-én került sor.

## Híres emberek
- Itt született Sándor Gergely kuruc kapitány, aki később holland ezredes lett.
- Itt született Góró Lajos őrnagy, az Erdélyi Múzeum egyik szervezője.

## Testvértelepülés
| Ország       | Település  |
| ------------ | ---------- |
| Magyarország | Kunszállás |